# قرار مجلس الأمن التابع للأمم المتحدة رقم 1470
قرار مجلس الأمن التابع للأمم المتحدة رقم 1470، المتخذ بالإجماع في 28 آذار / مارس 2003، بعد الإشارة إلى جميع القرارات السابقة بشأن الحالة في سيراليون، مدد المجلس ولاية بعثة الأمم المتحدة في سيراليون لمدة ستة أشهر حتى 30 أيلول / سبتمبر 2003.

## القرار

### أعمال
وبتمديد ولاية بعثة الأمم المتحدة في سيراليون لمدة ستة أشهر إضافية، شكر المجلس البلدان المساهمة في القوة وبعثة الأمم المتحدة في سيراليون على التعديلات التي أدخلت على حجمها وتكوينها ونشرها. وطُلب منها تحمل مسؤولية الأمن الداخلي والخارجي للبلاد، بينما طُلب من الأمين العام كوفي عنان أن يوضح بالتفصيل خطط الانسحاب.
وأعرب القرار عن قلقه إزاء نقص التبرعات وشدد على أن تنمية القدرات الإدارية لحكومة سيراليون ضرورية لتحقيق السلام على المدى الطويل. بالإضافة إلى ذلك، بذلت الحكومة جهودًا لضمان السيطرة الفعالة على مناطق تعدين الماس في سيراليون وتم نشر الشرطة المدنية التابعة لبعثة الأمم المتحدة في سيراليون. ودعم المجلس المحكمة الخاصة لسيراليون وإطلاق لجنة الحقيقة والمصالحة. وفي غضون ذلك، طُلب من رؤساء اتحاد نهر مانو استئناف الحوار والالتزامات الرامية إلى تعزيز السلام والأمن الإقليميين.
ولاحظ مجلس الأمن عدم الاستقرار على الحدود بين سيراليون وليبريا وطالب القوات المسلحة الليبرية أو الجماعات المسلحة الأخرى بالامتناع عن التوغل في سيراليون. طُلب من جميع الدول مراعاة حظر الأسلحة المفروض على ليبريا والقيود المفروضة على الماس الدموي. وكان على الأمين العام أن يبقي الوضع في سيراليون قيد الاستعراض، وطُلب من حكومة سيراليون الاهتمام باحتياجات النساء والأطفال.

## روابط خارجية
- نص القرار في undocs.org